# Rue Rogier (Bruxelles)
Pour les articles homonymes, voir Rue Rogier.
La rue Rogier (en néerlandais : Rogierstraat) est une rue bruxelloise de la commune de Schaerbeek qui va de la chaussée d'Anvers à la chaussée de Haecht et est prolongée par l'avenue Rogier. La rue Rogier passe également par le boulevard du Roi Albert II, la rue Jolly, la rue Gaucheret, la rue du Progrès, la rue d'Aerschot, la rue de Brabant, la rue Verte, la rue des Palais, la rue de la Poste et la rue Royale Sainte-Marie. Elle est coupée en deux tronçons par les chemins de fer de la SNCB. La numérotation des habitations va de 119 à 255 pour le côté impair et de 2 à 230 pour le côté pair. Seul le numéro 2 est sur la commune de Bruxelles-ville. Le quartier abritait deux synagogues : une synagogue ashkénaze rue Rogier et une synagogue sépharade rue du Pavillon.
La rue porte le nom d'un journaliste et homme politique belge Charles Rogier né à Saint-Quentin en 1800 et décédé à Saint-Josse-ten-Noode en 1885.

## Adresses notables
à Schaerbeek :
- no 77 : Crèche Gaucheret (habitat passif)[1]
- nos 126-128 : Synagogue Ahavat Shalom
- no 188 : École communale no 3 (sections maternelle et primaire)

## Synagogue Ahavat Shalom
Localisation : 50° 51′ 45″ N, 4° 21′ 51″ E
Dans les années 1950, la communauté israélite orthodoxe ashkénaze de Schaerbeek crée une asbl afin de récolter des fonds pour construire une synagogue. L'asbl devient propriétaire d'un premier bâtiment au no 126 de la rue Rogier. Peu de temps après, le bâtiment voisin, le no 128, est également mis en vente. Avec cette seconde acquisition, la communauté israélite disposait d'un espace suffisant pour construire une synagogue. Elle fut conçue par l'architecte A. Zielonka et inaugurée le 6 mai 1979 et porta le nom de Ahavat Shalom, ce qui signifie en français l'Amour de la Paix.